# Балкова Гора
Балкова Гора — деревня в Староладожском сельском поселении Волховского района Ленинградской области.

## История
На карте Санкт-Петербургской губернии Ф. Ф. Шуберта 1834 года на месте современной деревни упоминается имение помещика Балкова.
Согласно карте Петроградской и Новгородской губерний издания 1915 года на месте современной деревни находилась мыза.
Согласно данным переписи населения СССР 1926 года деревня Балкова Гора в составе Староладожского сельсовета Октябрьской волости Волховского уезда не значилась.
По данным 1966 года деревня Балкова Гора в составе Волховского района не значилась.
По данным 1973 и 1990 годов деревня Балкова Гора входила в состав Староладожского сельсовета Волховского района.
В 1997 году в деревне Балкова Гора Староладожской волости проживали 13 человек, в 2002 году — 19 человек (русские — 95 %).
В 2007 году в деревне Балкова Гора Староладожского СП — 12 человек.

## География
Деревня находится в северо-западной части района на автодороге 41К-385 (Старая Ладога — Местовка), смежно с центром поселения, селом Старая Ладога.
Расстояние до административного центра поселения — 1 км.
Деревня находится на левом берегу ручья Заклюка.

## Демография
| 1862 | 2007 | 2010 | 2017 |
| ---- | ---- | ---- | ---- |
| 18   | ↘12  | ↗16  | →16  |

### Национальный состав
Согласно данным Всероссийской переписи населения 2021 года в деревне проживали 17 человек, все русские.